# San Francisco 49ers 2003
La stagione 2003 dei San Francisco 49ers è stata la 54ª della franchigia nella National Football League. Fu la prima stagione sotto la direzione del capo-allenatore Dennis Erickson, la cui assunzione fu altamente controversa a causa del modo in cui venne gestito il cambio in panchina. La squadra terminò con un record di 7–9, perdendo diverse gare punto a punto..

## Partite

### Stagione regolare
| Turno | Data         | Avversario            | Risultato | Record |
| ----- | ------------ | --------------------- | --------- | ------ |
| 1     | 7 settembre  | Chicago Bears         | V 49-7    | 1-0    |
| 2     | 14 settembre | @ St. Louis Rams      | S 24-27   | 1-1    |
| 3     | 21 settembre | Cleveland Browns      | S 12-13   | 1-2    |
| 4     | 28 settembre | @ Minnesota Vikings   | S 14-31   | 1-3    |
| 5     | 5 ottobre    | Detroit Lions         | V 24-17   | 2-3    |
| 6     | 12 ottobre   | @ Seattle Seahawks    | S 19-20   | 2-4    |
| 7     | 19 ottobre   | Tampa Bay Buccaneers  | V 24-7    | 3-4    |
| 8     | 26 ottobre   | @ Arizona Cardinals   | S 13-16   | 3-5    |
| 9     | 2 novembre   | @ St. Louis Rams      | V 30-10   | 4-5    |
| 11    | 17 novembre  | Pittsburgh Steelers   | V 30-14   | 5-5    |
| 12    | 23 novembre  | @ Green Bay Packers   | S 10-20   | 5-6    |
| 13    | 30 novembre  | @ Baltimore Ravens    | S 44-6    | 5-7    |
| 14    | 7 dicembre   | Arizona Cardinals     | V 50-14   | 6-7    |
| 15    | 14 dicembre  | @ Cincinnati Bengals  | S 38-41   | 6-8    |
| 16    | 21 dicembre  | @ Philadelphia Eagles | V 31-28   | 7-8    |
| 17    | 27 dicembre  | @ Seattle Seahawks    | S 17-24   | 7-9    |